# Millesgården
O Millesgården – em sueco:  Galeria de Milles - é um museu de arte composto por uma galeria de arte e um parque de escultura na cidade sueca de Lidingö, localizada a 5 km de Estocolmo.

O edifício foi construído em 1908 para ser a residência e ateliê do escultor Carl Milles e sua esposa Olga Milles. Na década de 1930, foi transformado numa instituição aberta ao público.  
Na galeria atual, estão expostas esculturas de Carl Milles, assim como peças antigas provenientes da Grécia e da Itália. No parque, estão exibidas obras de Milles.

## Galeria

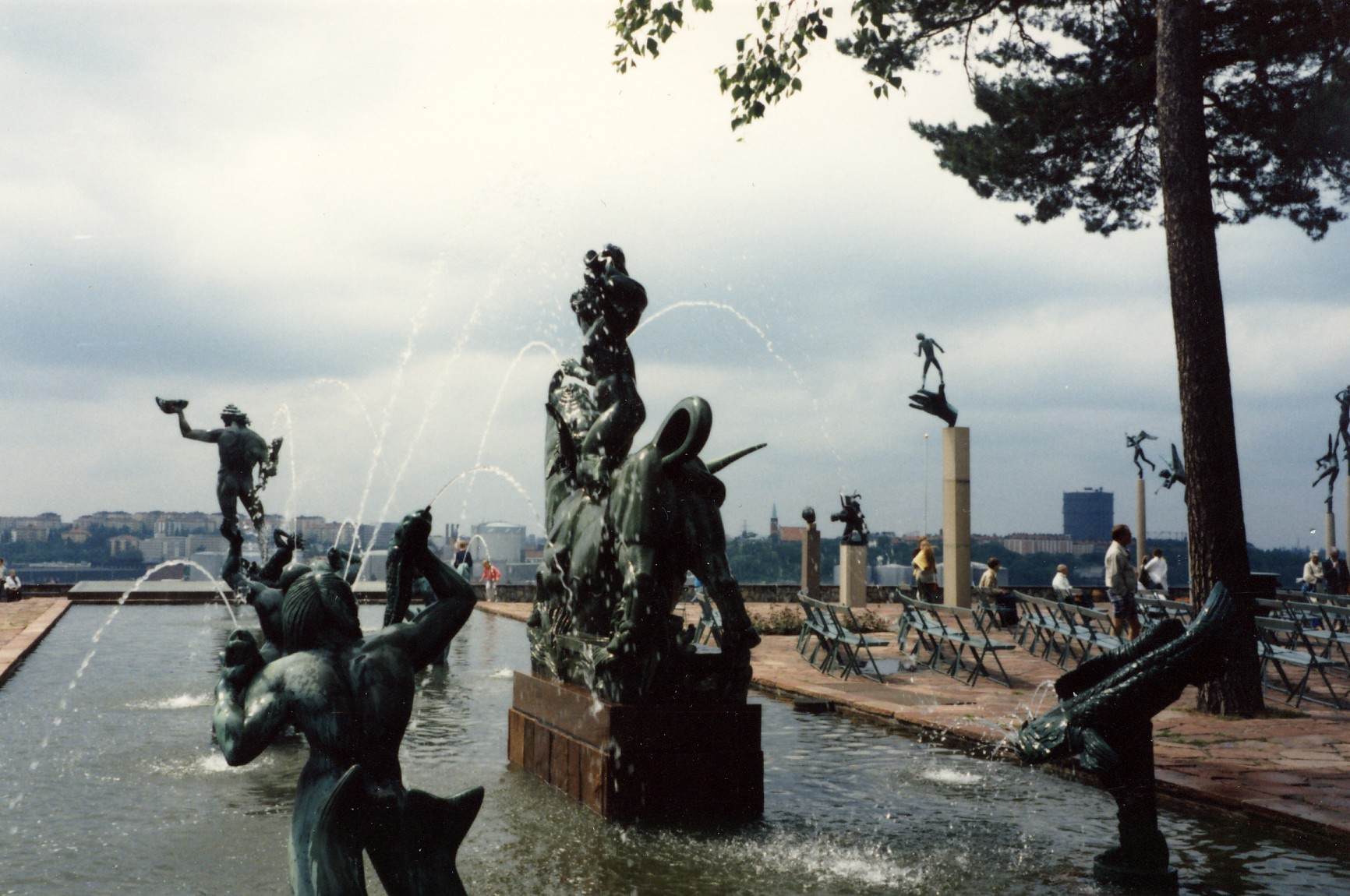
Skupturparken (Parque de escultura do Millesgården)
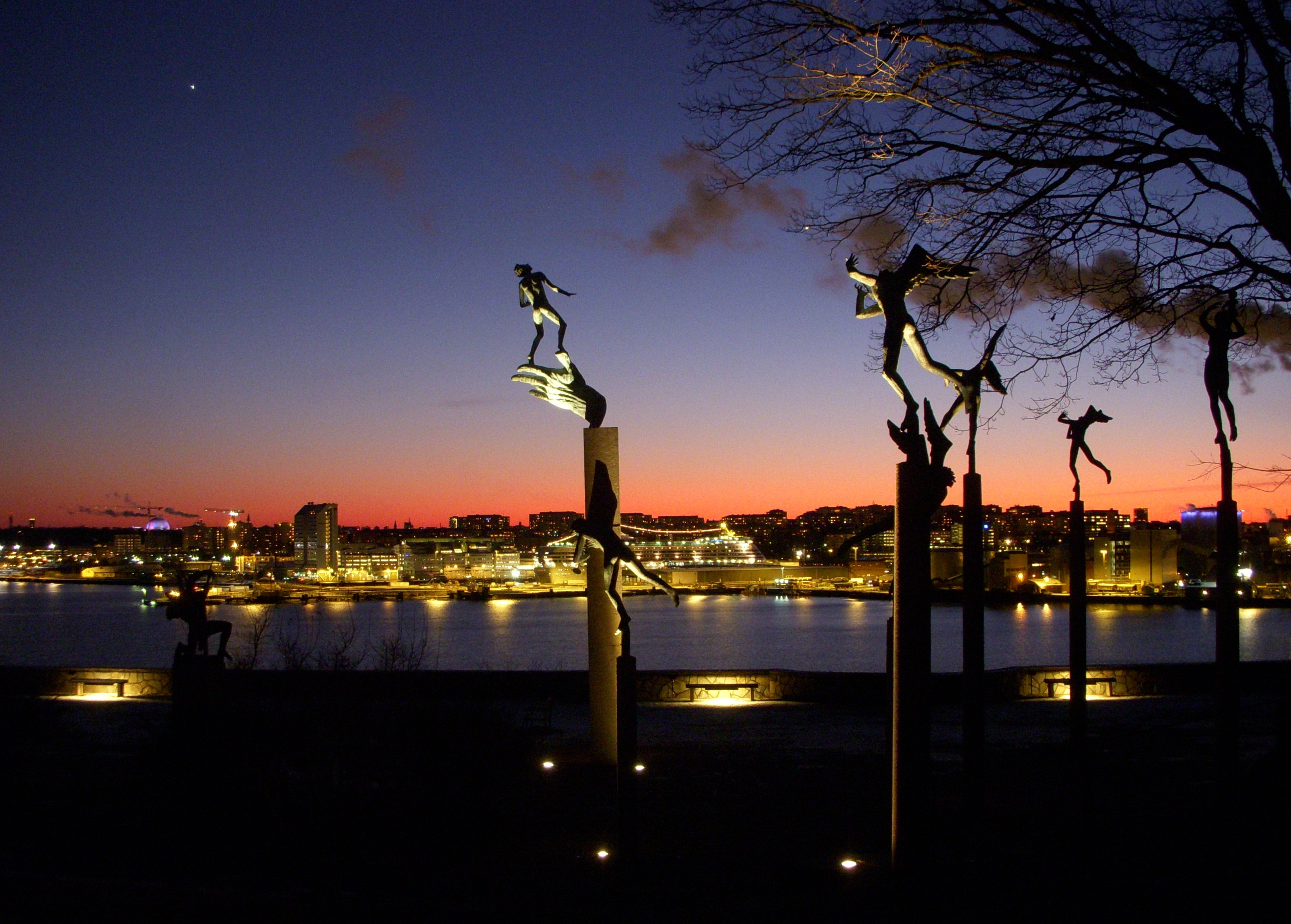
Musicerande änglar (Anjos fazendo música)
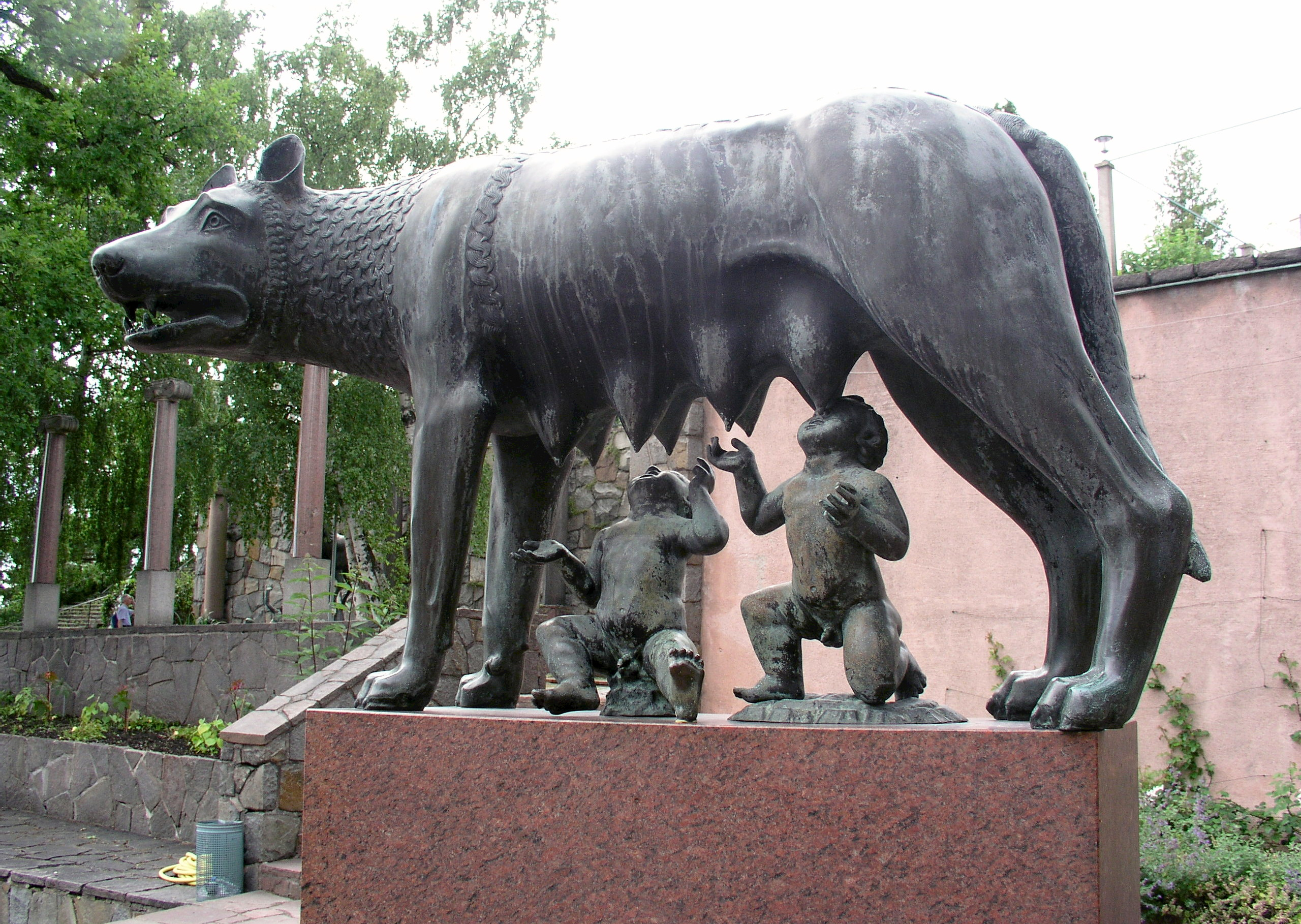
Romulus och Remus (Rómulo e Rémulo)
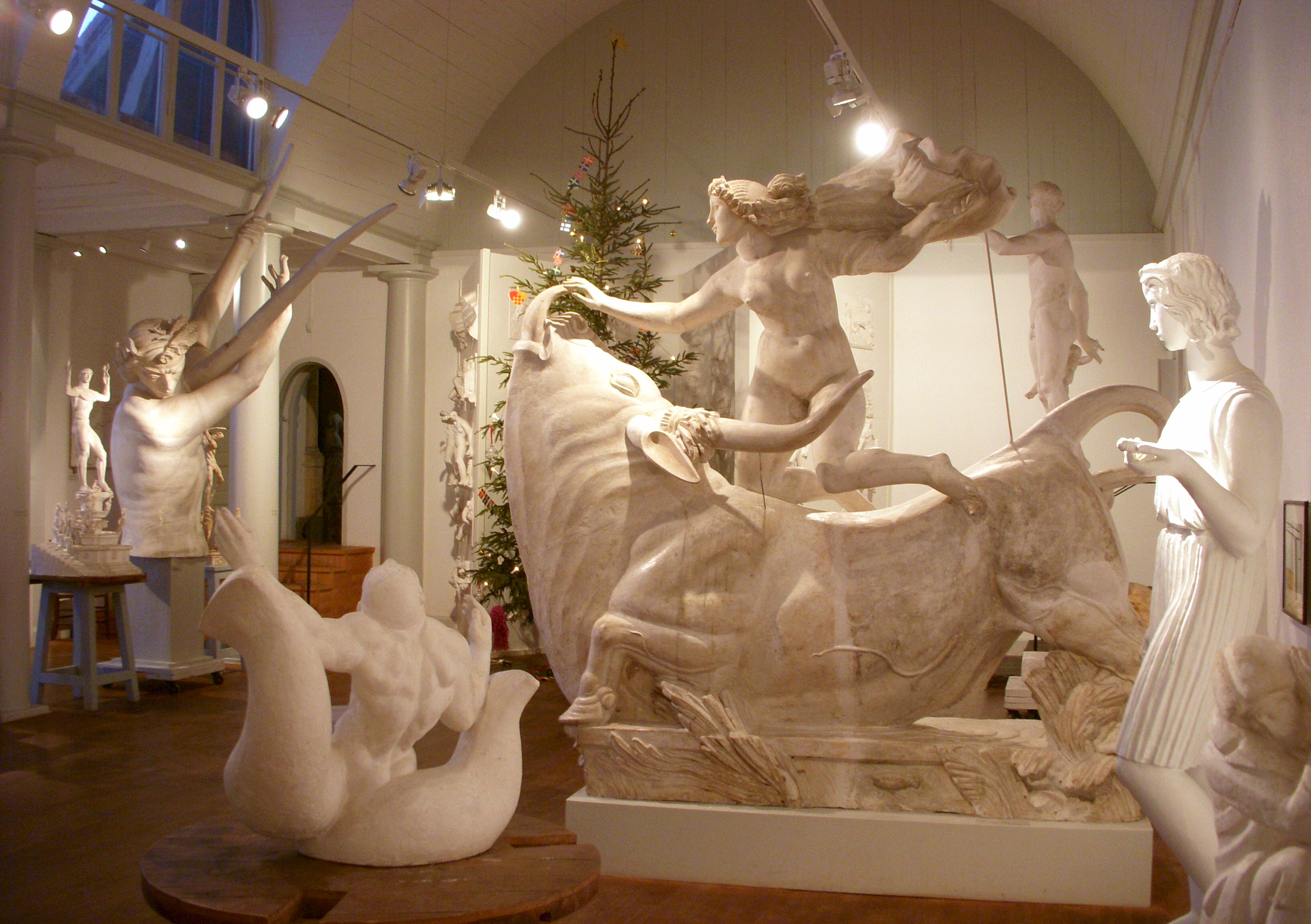
Ateljén (O ateliê de Carl Milles)
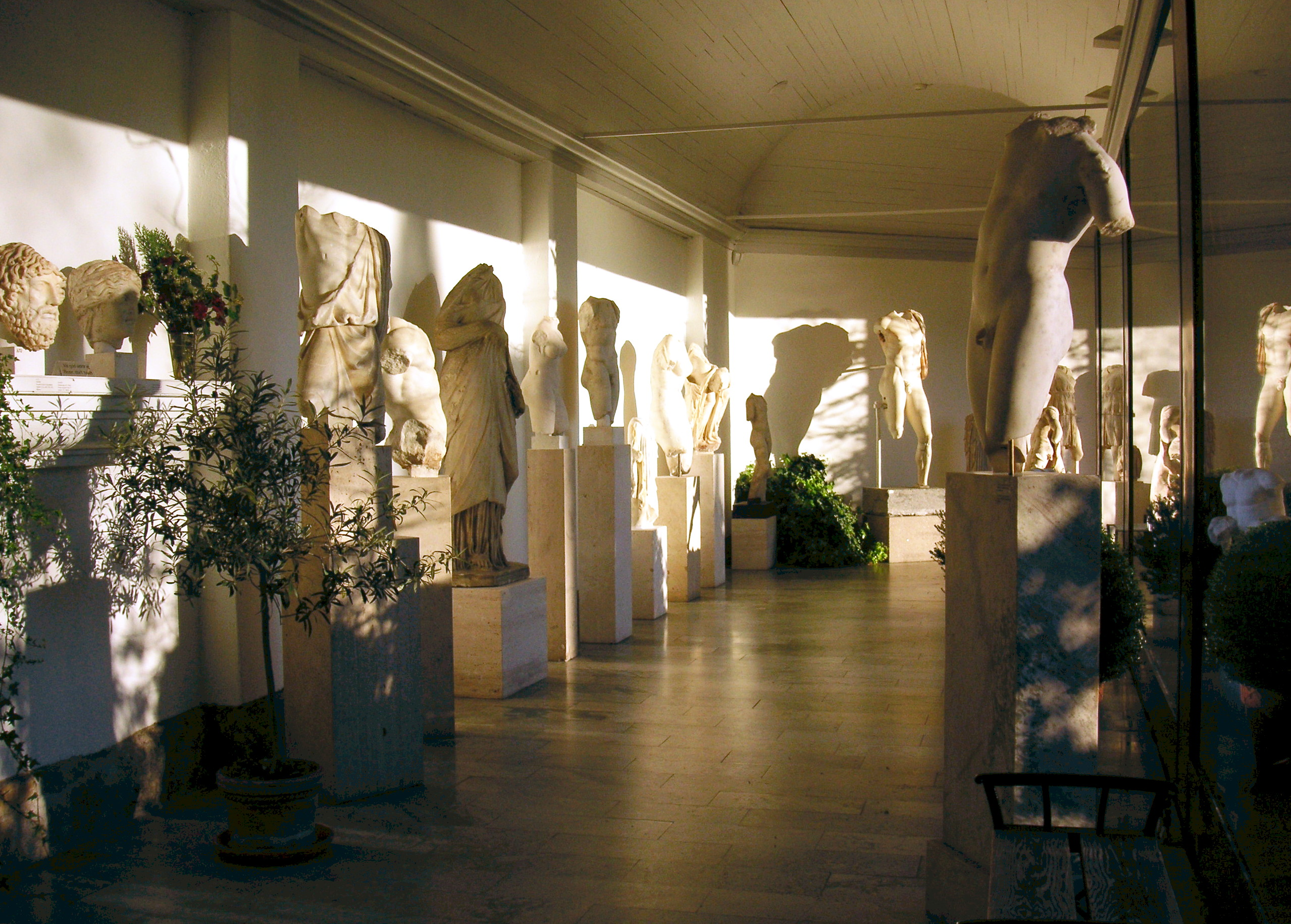
Milles antiksamling (Coleção de antiguidades de Carl Milles)
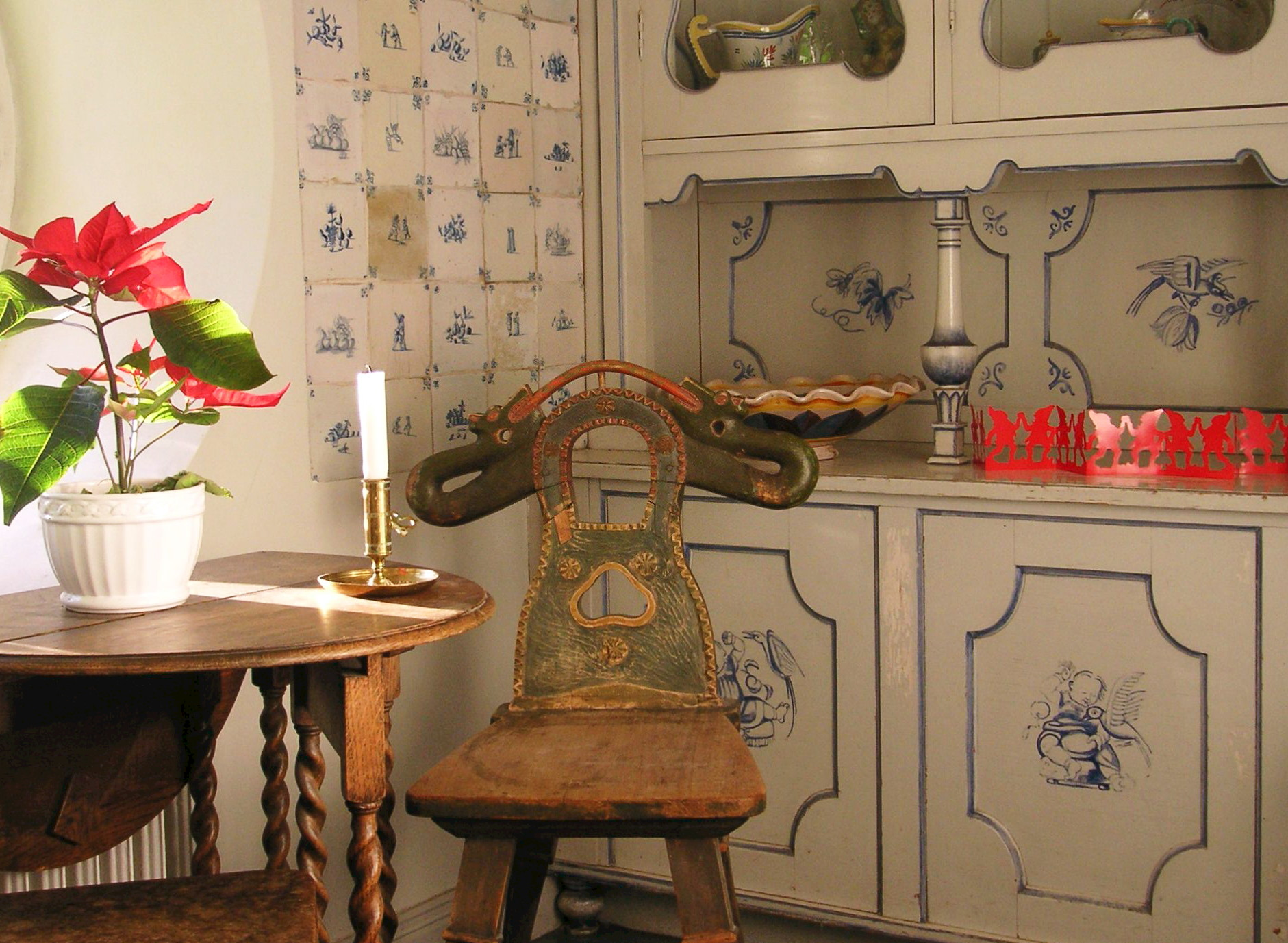
Köket i Millesgården (A cozinha do Millesgården)